# Arvicanthis nairobae
Arvicanthis nairobae és una espècie de mamífer rosegador de la família dels múrids. Viu a altituds de fins a 2.000 msnm a Kenya i Tanzània. El seu hàbitat natural són les sabanes. És una espècie en risc mínim, és a dir, no sembla que hi hagi cap amenaça significativa per a la seva supervivència. El seu nom específic, nairobae, significa ‘de Nairobi’ en llatí.